# Bruno Geiser

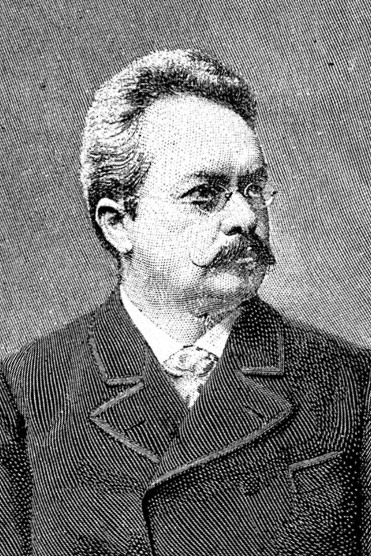
Bruno Geiser

Rudolph Maximilian Bruno Geiser (Pseudonym Kurt Falk; * 10. April 1846 in Breslau; † 25. September 1898 in Breslau) war ein deutscher Redakteur sowie ein sozialistischer Schriftsteller und Politiker zunächst der Sozialdemokratischen Arbeiterpartei (SDAP), später dann der Sozialistischen Arbeiterpartei Deutschlands (SAP) bzw. der Sozialdemokratischen Partei Deutschlands (SPD). Geiser war von 1871 bis 1877 Mitglied des Reichstages für die SDAP bzw. die SAP.

## Leben
Geiser stammte aus einem bürgerlichen Elternhaus, besuchte das Gymnasium und begann in Berlin ein Studium. Er verließ die Universität allerdings ohne Abschluss. Seit 1869 gehörte er der SDAP an. Während des Deutsch-Französischen Krieges war Geiser Kriegsteilnehmer.
Nach dem Krieg arbeitete er zunächst bei der Zeitschrift Zeitgeist in München. Von 1873 bis 1875 gehörte er dem zentralen SDAP-Parteiausschuss an. In den Jahren 1875 und 1876 arbeitete er bei dem Parteiorgan Der Volksstaat in Leipzig. Danach war er bis 1887 bei dem sozialistischen Unterhaltungsblatt Die Neue Welt tätig, deren Chefredakteur er wurde. Am 29. März 1877 heiratete Geiser Alice Liebknecht (1857–1933), eine Tochter von Wilhelm Liebknecht. Bei der Reichstagswahl 1881 wurde er im Wahlkreis Chemnitz in den Reichstag gewählt. Als im Jahr 1881 auch über Leipzig der kleine Belagerungszustand gemäß §18 Sozialistengesetz in Verbindung mit der Verordnung des Königlichen Gesamtministeriums zu Dresden vom 28. Juni 1881 verhängt wurde, gehörte Geiser u. a. mit August Bebel und Liebknecht zu denjenigen Sozialisten, die aus Stadt und Bezirk Leipzig ausgewiesen wurden. Im Jahr 1883 war er Stuttgarter Delegierter auf dem Kopenhagener Parteikongress der SAP, die 1875 aus der Vereinigung der SDAP mit dem Allgemeinen Deutschen Arbeiterverein (ADAV) hervorgegangen war. 1884 war er zeitweise Direktor des Hygienischen Instituts in Stuttgart. Bei der Reichstagswahl 1884 am 28. Oktober 1884 gelang es ihm, im Landkreis Chemnitz als sächsischer Reichstagsabgeordneter bestätigt zu werden. Seine außerordentliche Popularität zeigt auch das Ergebnis einer Zählkandidatur, die er bei dieser Wahl in Württemberg antrat. Hier erreichte er im Oberamt Nürtingen sowie mit 19,6 % in dem gesamten 5. württembergischen Reichstagswahlkreis das beste Ergebnis für die SAP während des Sozialistengesetzes. In der Stadt Nürtingen kam er gar auf 25,1 % der Stimmen und in den ländlichen Gemeinden Hardt, Reudern und Raidwangen im Oberamt auf noch höhere Ergebnisse, obwohl weder in diesen noch der Stadt bereits Ortsgruppen der Arbeiterpartei bestanden. Seit 1886 lebte er als Schriftsteller wieder in Breslau.
Im Oktober 1887 verlor Geiser wegen parteiinterner Konflikte alle seine Parteiämter. Dieser Beschluss wurde erst 1892 aufgehoben. Beruflich war er zunächst Redakteur der Schlesischen Nachrichten in Breslau. Nach seiner Entlassung wechselte er zum Konkurrenzblatt Die Wahrheit.
Zum Teil unter dem Pseudonym Kurt Falk veröffentlichter Geiser verschiedene literarische, historische und politische Schriften.

## Werke
- Die Forderungen des Sozialismus an Zukunft und Gegenwart. Eine Schrift zur Vertheidigung und zum Angriff. Rottmanner Comp., München 1875.
- Die Forderungen des Sozialismus an Zukunft und Gegenwart. 2. rev. Aufl., Wilhelm Bracke jun., Braunschweig 1876.
- Das Deutsche Reich und seine Gesetzgebung. Materialien für die sozialistische Agitation. Höhme, Leipzig 1878.
- Carl Boruttau: Die religiöse Frage und Das arbeitende Volk. Neu hrsg. von B. Geiser. Höhme, Leipzig 1878.
- Unter welchen Bedingungen kann die Sozialdemokratie zum Siege gelangen? Principielle Erörterung. Körner, Leipzig 1880.
- Aus den Verhandlungen über die Verlängerung des Socialistengesetzes. Reden der Abgeordneten Geiser und Bebel. Grillenberger, Nürnberg 1884.
- Die neue Welt. Redaktion: Bruno Geiser. J. H. W. Dietz, Hamburg / Stuttgart 1885 und 1886.
- Die Überwindung des Kriegs durch Entwicklung des Völkerrechts. Zugleich eine Beantwortung der Frage, wie eine internationale Friedensgesellschaft eine Kulturmacht werden kann. J. H. W. Dietz, Stuttgart 1886.
- Geschichte der besitzlosen Klassen vom Alterthum bis zur Gegenwart. Selbstverlag, Breslau 1890.
- Kurt Falk: Die Bestrebungen der Socialdemokratie, beleuchtet vom Irrsinn Eugen Richters. Wörlein & Comp., Nürnberg 1891.
- Kurt Falk: Die christliche Kirche und der Socialismus. Eine socialdemokratische Antwort auf die Encyklika Leo XIII. Wörlein & Comp., Nürnberg 1891.
- Kurt Falk: Antisemitismus und Sozialdemokratie. Grimpe, Elberfeld 1892.